# Murmansker Seereederei
Die Murmansker Seereederei (russisch Открытое акционерное общество «Мурманское морское пароходство», Kurzform: ОАО ММП; deutsch Offene Aktiengesellschaft „Murmansker Seereederei“, kurz OAO „Murmansker Seereederei“, eng. Joint Stock Company „Murmansk Shipping Company“, kurz – JSC „MSCO“) ist eine 2020 in Konkurs gegangene Seereederei mit Sitz in Murmansk auf der russischen Halbinsel Kola.

## Geschichte

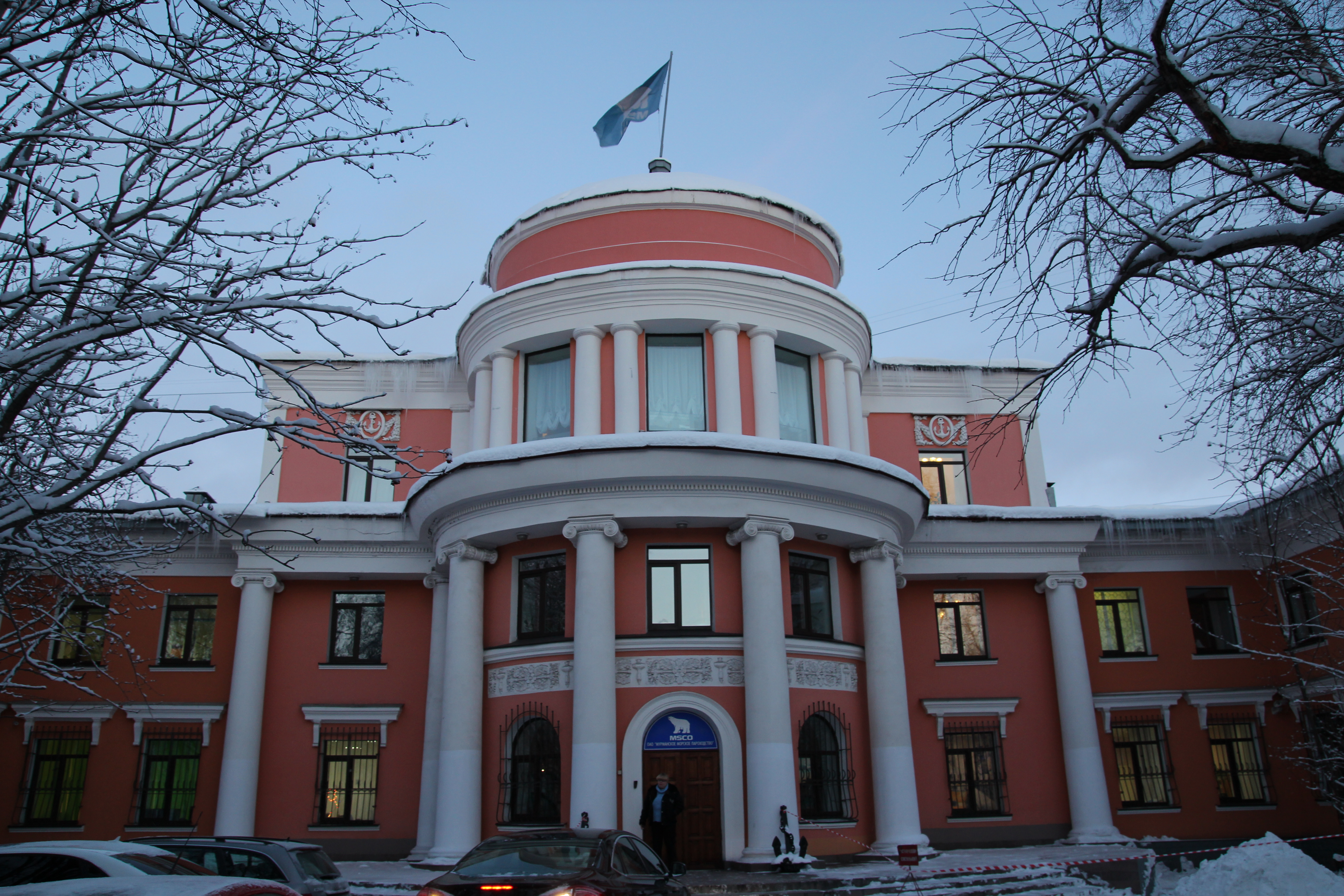
Hauptsitz der MSCO in Murmansk

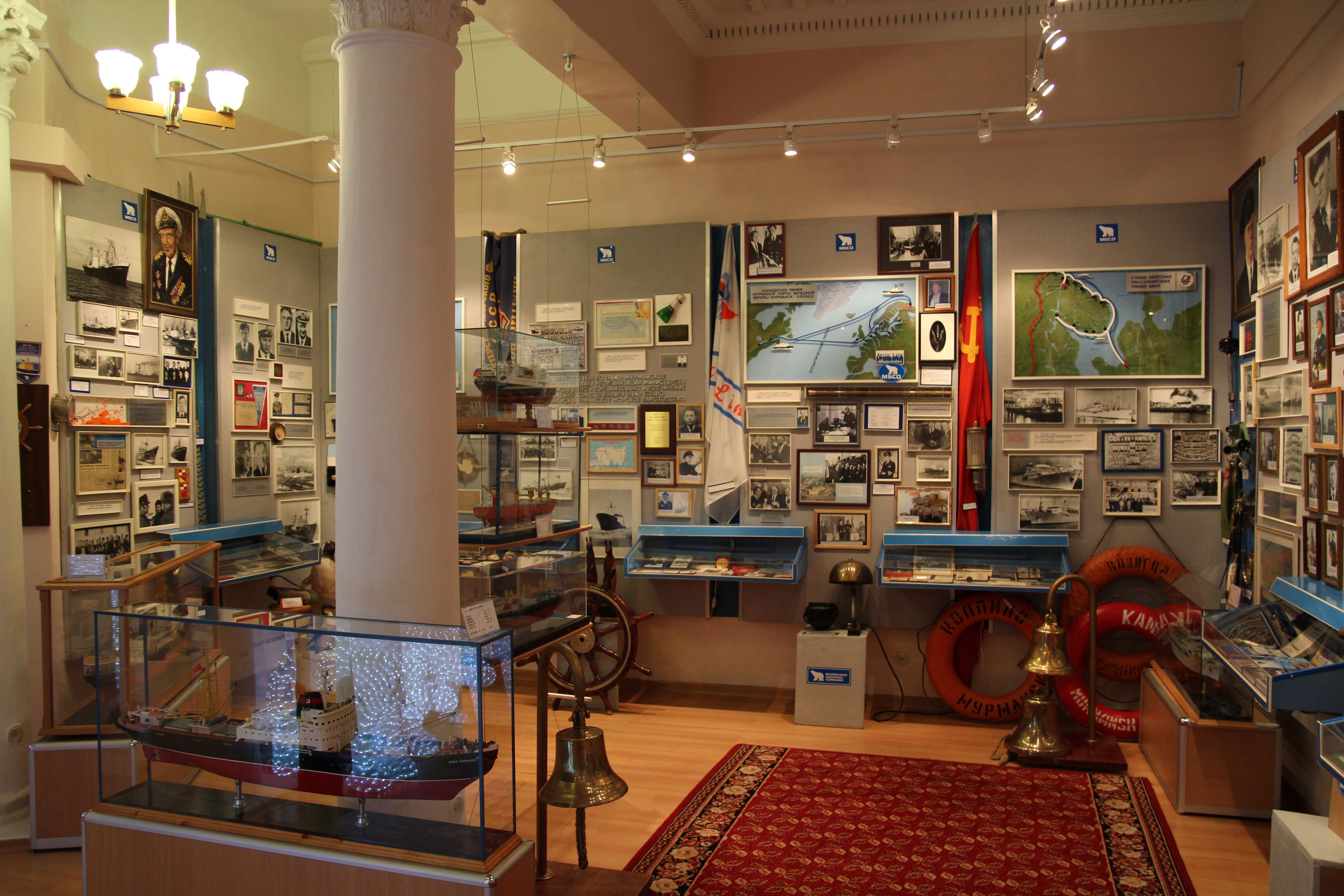
Das Museum der Reederei

Im Jahr 1939 wurde die staatliche „Murmansker Massengüter- und Passagier-Seereederei“ (Мурманское государственное морское сухогрузное и пассажирское пароходство) (seit 1967 „Murmansker Seereederei“) als Spezialbetrieb für den Transport von Passagieren und Waren in den arktischen Regionen der Sowjetunion gegründet. Ihre Basis bildeten die von der „Nord-Seereederei“ und von der „Ostseereederei“ übergebenen Fracht- und Fahrgastschiffe. 1940 waren in der neu gegründeten Seereederei 37 Schiffe mit einer Ladefähigkeit von 112.200 tdw zusammengefasst. 1966 wurde das Unternehmen in „Murmansker Seereederei“ (russisch Мурманское морское пароходство, ММП) umbenannt. 1993 wurde der staatliche Betrieb in eine offene Aktiengesellschaft mit gemischter Eigentumsform verwandelt, dabei beträgt der staatliche Anteil der Russischen Föderation, vertreten durch Rosimuschtschestwo, – 25,5 %; OOO „Arktitscheskije Technologii“ 61,78 % (Stand 2008). Bis 2008 managte man die staatliche Flottille atomgetriebener Eisbrecher, die dann in die Atomflot ausgliedert wurde. Der ehemalige Direktor Rukša Vladimirovič (russisch Рукша Владимирович), nahm so einen wesentlichen Teil des Geschäfts mit. 
Die Minengesellschaft Vostok Ugol klagte 2015 auf Rückzahlung von Vorschüssen in Millionenhöhe, die sie an die Reederei für Transporte geleistet hatte. 2017 musste die MSCO für einen Kredit der Sberbank über 586 Mrd. Rubel (damals 92,4 Mio. €) die verbliebenen 13 Schiffe und drei Verwaltungsgebäude verpfänden. Die Geschicke der schlecht geführten Firma besserten sich nicht. Das Gericht in Murmansk eröffnete am 6. Okt. 2020 das Konkursverfahren.

## Schiffe der Reederei
Die Reederei betreibt mehrere Massengut- und Stückgutschiffe, darunter auch auf den Betrieb unter arktischen Verhältnissen abgestimmte Schiffe des Typs UL-ESC, sechs Tanker, einen Eisbrecher, zwei Passagierschiffe sowie vier Schwimmkräne. Die 1977 gebaute Klavdija Elanskaja (russisch Клавдия Еланская) diente bis 2019 als Versorgungsschiff abgelegener Siedlungen auf der Kola-Halbinsel, dann kündigte die Regionalregierung den Vertrag wegen mangelnder Zuverlässigkeit.